# Tell Me Your Wish (Genie)
Tell Me Your Wish (Genie) (em coreano:  소원을 말해봐; romanização: Sowoneul Malhaebwa) é o segundo mini-álbum do girl group sul-coreano Girls' Generation. O mini-álbum foi lançado em 29 de junho de 2009 pela SM Entertainment. Os compositores Yoo Young-jin, Kenzie, Hwang Seong-Je, Kim Jin-Hwan, juntaram-se à produção do mini-álbum.
O grupo iniciou suas promoções oficiais do álbum no programa Music Bank, em 26 de junho de 2009, encerrando suas promoções em 15 de agosto.

## História
O mini-álbum foi lançado em 29 de junho de 2009. A primeira vitória do single "Genie" foi obtida no episódio de 10 de julho de 2009 do Music Bank da KBS. Seu segundo prêmio foi conquistado no episódio de 12 de julho de 2009 do Inkigayo da SBS. O grupo encerrou a divulgação de "Genie" em agosto de 2009. O videoclipe foi lançado pouco tempo depois e apresenta os membros do grupo dançando em uniformes da marinha.

## Desempenho comercial
O mini-álbum vendeu uma estimativa de 50.000 cópias durante a primeira semana (quase o dobro das vendas da primeira semana de Gee), um feito incomum para qualquer girl-group coreano. Em 2010, o mini-álbum eventualmente vendeu mais de 200.000 cópias.[carece de fontes?]

## Single
No final de junho, a SM Entertainment anunciou que Girls' Generation estaria voltando com um novo single e mostrando um conceito de "Marine Girl"; "Genie" foi então lançada digitalmente em 22 de junho de 2009. A primeira apresentação do grupo para o mini-álbum foi em 26 de junho no Music Bank da KBS. A música liderou as paradas de singles e ringtones.

## Composição
O mini-álbum contém um total de seis canções, incluindo o single principal de mesmo nome do álbum. O único single, "Tell Me Your Wish (Genie)" é um estilo pop eletrônico influenciado pelo gênero de dança europeu, apresentando uma sintetização carregada na introdução. A canção foi inicialmente composta em inglês como "I Just Wanna Dance", quando foi renomeada quando as letras em coreano foram compostas por Yoo Young-jin.[carece de fontes?] O tema da letra é exposto pelo subtítulo "Genie", que é o símbolo metafórico de "Deusas da Sorte" (em coreano:  행운의 여신). "Girlfriend" é uma canção inspirado pelo estilo disco da década de 1980, ao passo que "Boyfriend" é uma canção dance-pop que traz elementos eletrônicos. "My Child" é constituída por uma introdução de piano em um estilo gospel e clássico. "One Year Later" é uma balada pop em dueto cantada por Jessica e por Onew do SHINee. O dueto também foi incluída no drama da MBC TV, Pasta.

## Controvérsia
O lançamento físico de Tell Me Your Wish (Genie) foi adiado pela SM Entertainment a fim de refazer a arte do álbum. Mudanças expressivas incluíram a remoção de imagens imperiais de um caça A6M Zero japonês na Segunda Guerra Mundial e pequenas modificações na insígnia da águia do Partido Nazista na capa. Como resultado, o EP foi oficialmente lançado quatro dias mais tarde, em 29 de junho de 2009.

## Lista de faixas
| N.º            | Título                                                         | Letras                             | Música                                                                                           | Arranjo                      | Duração |  |
| 1.             | "Tell Me Your Wish (Genie) (em coreano: 소원을 말해봐 (지니))" | Yoo Young-jin                      | Anne Judith Wik, Robin Jensen, Ronny Svendsen, Nermin Harambasic, Fridolin Nordso, Yoo Young-jin | Yoo Han Jin                  | 03:50   |  |
| 2.             | "Etude (Hangul: 에뛰드)"                                       | Hwang Sung Je (BJJMusic), Yoo Jeni | Hwang Sung Je (BJJMusic)                                                                         | Hwang Sung Je (BJJMusic)     | 03:13   |  |
| 3.             | "Girlfriend (em coreano: 여자친구) - Sakura Card Captor -"     | Kim Jung Bae                       | Kenzie                                                                                           | Kenzie                       | 03:19   |  |
| 4.             | "Boyfriend (em coreano: 남자친구)"                             | Kim Ji Hoo                         | Carsten Lindberg, Joachim Svares                                                                 | The Great Danes and JoJo Bee | 03:50   |  |
| 5.             | "My Child (em coreano: 동화)"                                  | Hwang Sung Je (BJJMusic), Yoo Jeni | Hwang Sung Je (BJJMusic)                                                                         | Hwang Sung Je (BJJMusic)     | 03:36   |  |
| 6.             | "One Year Later (em coreano: 1년 後) por Jessica & Onew"       | Kim Jin Hwan                       | Kim Jin Hwan                                                                                     | Kim Jin Hwan                 | 04:01   |  |
| Duração total: | Duração total:                                                 | Duração total:                     | Duração total:                                                                                   | Duração total:               | 21:52   |  |

## Prêmios
| Edição | Ano  | Data           | Prêmio             | Título                                | Notas        |
| ------ | ---- | -------------- | ------------------ | ------------------------------------- | ------------ |
| 24ª    | 2009 | 10 de dezembro | Golden Disk Awards | Grande Prêmio no Lançamento Digital   | [ 13 ]       |
| 24ª    | 2009 | 10 de dezembro | Golden Disk Awards | Recordes do Ano no Lançamento Digital | Top 5 do ano |